# 钟慧娟
钟慧娟 (1961年4月—）是一位中国大陸制药业高管、亿万富翁和世界上最富有的白手起家的女性。她是总部位于连云港市并在香港证券交易所上市的翰森制药的创始人、首席执行官兼董事长。她是公司的大股东，拥有66%的股份。2021年，她以197亿美元的净资产位列《福布斯》全球富豪榜第89位。

## 教育和职业
钟慧娟出生于江苏省连云港市。1982年7月毕业于江苏师范大学的化學专业。之后在连云港市延安中学任化学教师。与此同时，她的丈夫孙飘扬是同城一家国有制药厂的经理。（该工厂后来成为中国最大的医药上市公司恒瑞医药）
1995年，孙飘扬和香港投资人创办了一家新的制药公司，即后来的豪森制药集团（豪森药业，后改制为翰森制药集团）。但由于孙还在国营工厂工作，他发现自己无暇管理新公司。这给了钟慧娟的进入制药行业的机会：她辞去教师的工作，以创始人的身份经营这家初出茅庐的公司。
该公司起初只有大约10名员工，但它发展迅速，到1997年，它的收入达到了450万美元。为帮助公司发展，钟将5%的销售收入再投资于研究開發，开发的产品包括抗生素、癌症治疗以及精神药物，內分泌系統和消化道药物。研发预算后来增长到接近收入的10%，对于一家中国制药公司来说，这是一个异常高的水平。
豪森药业于2019年6月在香港联交所进行首次公开募股，募集资金10亿美元。这使钟女士成为亚洲最富有的白手起家的女性，净资产达105亿美元（比她丈夫的94亿美元财富还要多）。
2019年，公司成为中国最大的精神药物生产商。钟通过注册在英屬維爾京群島的日出信托持有公司66%的股份。在2019冠状病毒病疫情期间，她的财富在2020年显着增长。当年，她是《福布斯》全球第9位女富豪，胡潤百富榜第20位富豪。

## 荣誉
2007年，钟慧娟获得表彰中国杰出职业女性的全国三八红旗手称号。

## 个人生活
钟慧娟的丈夫孙飘扬同样是亿万富翁，为恒瑞医药董事长。他们夫妻为人低调，很少接受采访。他们的女儿孙远是豪森药业的执行董事，并持有该公司的股份。
他们一家生活在上海市。